# Cap (nom de plume)
Cet article court présente un sujet plus développé dans : Christian Denayer et André-Paul Duchâteau.
Pour les articles homonymes, voir Cap.
Cap est le pseudonyme collectif sous lequel Christian Denayer et André-Paul Duchâteau ont signé les premières aventures du pilote automobile Alain Chevallier publiées dans  Le Journal de Tintin à partir de 1970.